# Малоротые камбалы
Малоротые камбалы (лат. Microstomus) — род лучепёрых рыб из семейства камбаловых (Pleuronectidae). Обитают в северо-западной, северной и восточной частях Тихого океана, а также в северо-восточной части Атлантического океана. Максимальная длина тела представителей рода от 47 (Microstomus bathybius) до 76 см (Microstomus pacificus).

## Виды
На апрель 2020 года в род включают 5 видов:
- Microstomus achne (Jordan & Starks, 1904) — Дальневосточная малоротая камбала[3]
- Microstomus bathybius (Gilbert, 1890)
- Microstomus kitt (Walbaum, 1792)
- Microstomus pacificus (Lockington, 1879) — Американская малоротая камбала
- Microstomus shuntovi Borets, 1983